# Удельное Нечасово
 Удельное Нечасово  — село в Тетюшском районе Татарстана. Входит в состав Федоровского сельского поселения.

## География
Находится в юго-западной части Татарстана на расстоянии приблизительно 8 км на западо-юго-запад по прямой от районного центра города Тетюши.

## История
Основано не позже 1603 года. Альтернативное название Починок Нечасов. В начале XX века действовала Троицкая церковь. В 1930 году образовался колхоз «Доброволец», позже работал колхоз «Память Ильича». В 2013 году построена часовня.

## Население
Постоянных жителей насчитывалось в 1646 году — 166, в 1782 году — 412 душ мужского пола, в 1859 году — 528, в 1897—917, в 1908 году — 1008, в 1920 году — 1056, в 1926 году — 962, в 1938 году — 647, в 1949 году — 333, в 1958 году — 302, в 1970 году — 235, в 1979 году — 186, в 1989—181. Постоянное население составляло 159 человек (русские 76 %) в 2002 году, 120 в 2010.

## Достопримечательности
Троицкая церковь (недействующая). Построена в 1904—1912 годах.

## Известные люди
Силантьев Александр Иванович (род. 1946) — советский и российский природоохранный и государственный деятель. Заместитель министра мелиорации и водного хозяйства Марийской АССР (1981—1986), председатель Управления природных ресурсов и охраны окружающей среды по Республике Марий Эл (1997—2004), руководитель Управления Федеральной службы по надзору в сфере природопользования (Росприроднадзор) по Республике Марий Эл (2004—2011). Заслуженный эколог Российской Федерации (2012). Действительный государственный советник Российской Федерации 2 класса (2008).